# Polygala woodii
Polygala woodii är en jungfrulinsväxtart som beskrevs av Chod.. Polygala woodii ingår i släktet jungfrulinssläktet, och familjen jungfrulinsväxter. Inga underarter finns listade i Catalogue of Life.